# Ischiopsopha antoinei
Ischiopsopha antoinei är en skalbaggsart som beskrevs av Allard 1995. Ischiopsopha antoinei ingår i släktet Ischiopsopha och familjen Cetoniidae. Inga underarter finns listade i Catalogue of Life.